# Forbes África Lusófona
A Forbes África Lusófona é uma edição regional da marca global Forbes, voltada para os países africanos de língua portuguesa. Lançada com o objetivo de promover o empreendedorismo, a inovação e o desenvolvimento econômico, a publicação destaca líderes, empresas e iniciativas de destaque em Angola, Moçambique, Cabo Verde, Guiné-Bissau, São Tomé e Príncipe e Guiné Equatorial. Foi lançada em 2021, substituindo a revista Forbes Angola.

## História

### Fundação
Em 25 de Março de 2021, o portal Marcas em Acção noticiou que o conglomerado Emerald Group tinha comprado a divisão portuguesa da revista Forbes, e adquirido a licença para comercializar aquele periódico em Angola, Cabo Verde, Guiné-Bissau, Guiné-Equatorial, Moçambique, e São Tomé e Príncipe, numa forte aposta nos países de língua portuguesa em África. Desta forma, iria ser criada a revista Forbes África Lusófona, substituindo a Forbes Angola, prevendo-se que a nova publicação fosse promover uma nova dinâmica nos mercados africanos, focando-se principalmente nas notícias económicas de âmbito local, e nas empresas e personalidades mais marcantes a nível continental. A versão portuguesa e da África Lusófona iriam partilhar a mesma redacção, que iria ser coordenada pela editora internacional, Nilza Rodrigues. Segundo um comunicado do grupo, a substituição da Forbes Angola pelo novo título iria trazer «uma nova dinâmica ao mercado dos países africanos de língua portuguesa, com foco na informação económica local, nos fazedores e nas empresas que fazem a diferença no continente, estabelecendo pontes e sinergias para um futuro melhor e mais inspirador».
A revista foi oficialmente lançada em Agosto desse ano, tendo sido o primeiro periódico internacional financeiro de língua portuguesa a operar simultaneamente nos mercados de Angola, Cabo Verde, Guiné Bissau, Guiné Equatorial, Moçambique e São Tomé e Príncipe. Aquando do lançamento, Nilza Rodrigues acentuou o compromisso da revista como promotora de cooperação económica: «somos mais fortes juntos e vamos conectar os empresários lusófonos, de forma a criarmos sinergias reais que saiam do papel e influenciem, para melhor, a Comunidade», enquanto que N’Gunu Tiny, presidente do Conselho de Administração, afirmou que «é um projeto pensado para dar voz aos empresários desta lusofonia que com o seu know-how e a sua criatividade implementam uma dinâmica local que pode e deve ser pensada em conjunto pelos seis PALOP». Inicialmente, a revista foi distribuída em Angola, Cabo Verde, Guiné Bissau, São Tomé e Príncipe, Guiné Equatorial, e Moçambique, e em Portugal continental, nas regiões de Lisboa, Porto e Algarve.

### Primeiros anos
Em 2023, foi organizada em Luanda a primeira edição dos Prémios de Responsabilidade Social Forbes África Lusófona, que tinha como finalidade «distinguir as empresas que se destacaram, nos seus sectores de atuação, pelo trabalho realizado no âmbito da Responsabilidade Social». As distinções sido divididas em dez categorias, além de uma especial, a Menção Honrosa Heróis Anónimos, que foi entregue à associação Angola Rescue.
Em 18 de Junho de 2024, a revista organizou a segunda edição da conferência Doing Business Angola, que teve lugar no hotel Ritz Four Seasons, em Lisboa. Durante o evento, foram debatidos os desafios e as oportunidades para a economia do país africano, com destaque para os grandes investimentos, como o Corredor ferroviário do Lobito e o novo aeroporto de Luanda.
Em Novembro de 2024 a Forbes África Lusófona organizou a primeira edição do Annual Summit, que teve lugar em Luanda, que reuniu grandes figuras da indústria petrolífera, financeira e do Turismo.

## Conteúdo
A publicação aborda temas como:
- Negócios e Economia: Reportagens sobre empresas de destaque, tendências de mercado e setores em crescimento.
- Empreendedorismo: Perfis de líderes empresariais, startups inovadoras e histórias inspiradoras de superação.
- Cultura e Sociedade: Análises do impacto sociocultural no ambiente de negócios dos países lusófonos.
- Investimentos: Oportunidades e desafios para investidores locais e internacionais.[13]